# Калахасти

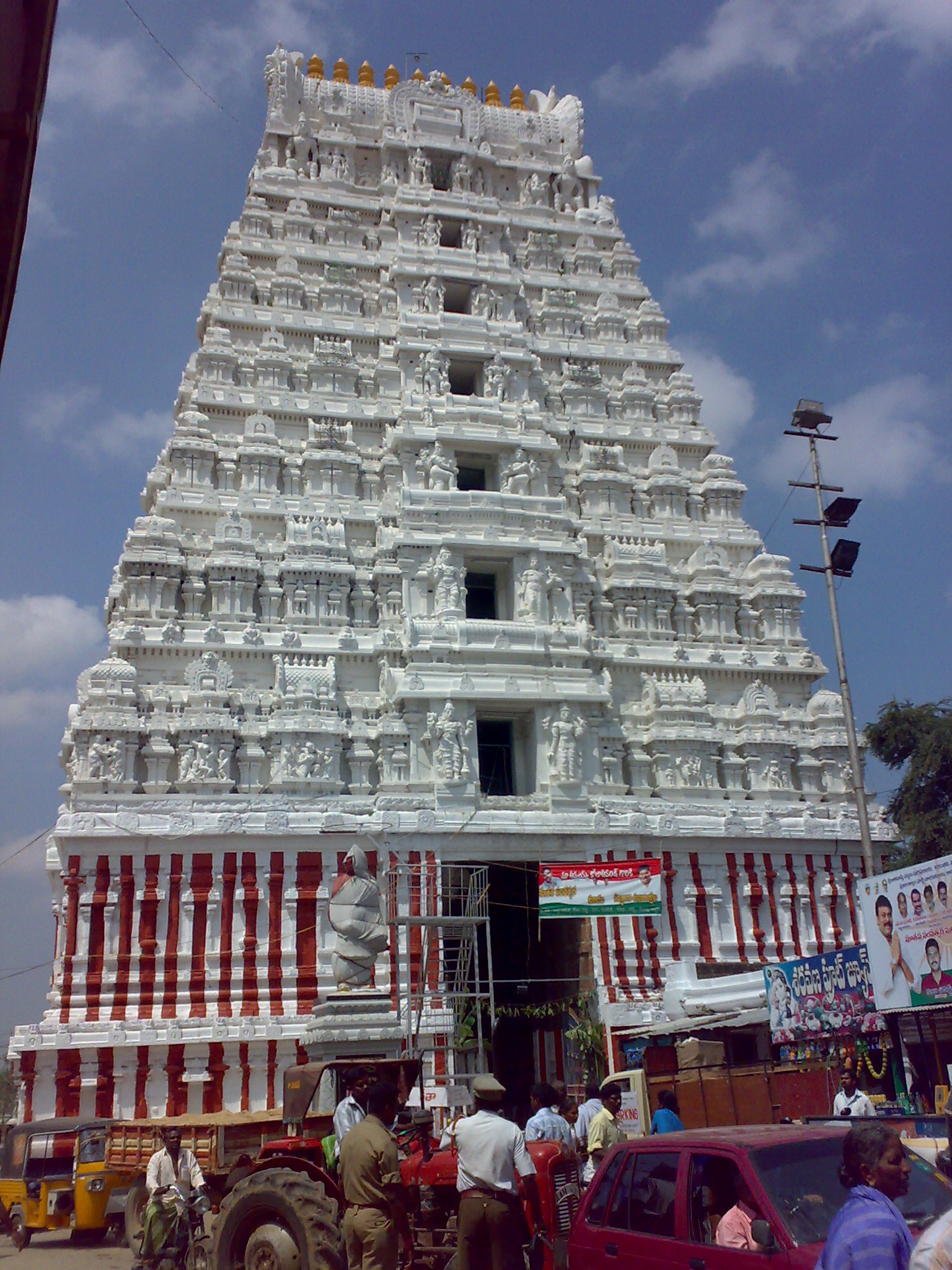
Гопурам храма Шивы в Калахасти.

Калаха́сти или Шрикалаха́сти (англ. Srikalahasti, телугу శ్రీకాళహస్తి,, там. திருக்காளத்தி) — город и муниципальное образование в округе Тирупати в штате Андхра-Прадеш, Индия. Город расположен на берегах реки Сварнамукхи, притоке реки Пеннар. В Калахасти находится известный храм Шивы, который уже много веков является одним из важнейших мест паломничества шиваитов. Храм, который называют Дакшина-кайласам, был построен в период правления раджи Виджаянагарской империи Кришнадевараи. Он расположен между берегом реки и подножием холмов. Три храмовых гопурама отличаются изысканной архитектурой. Другой важной архитектурной особенностью храма является огромный мандапам с сотней разукрашенных резьбой колонн.
Название города происходит от имён трёх животных на санскрите: шри (паук), кала (змея) и хасти (слон). Согласно легенде, эти они поклонялись здесь Шиве и получили освобождение. В храме находится скульптура с изображением этих трёх животных.
Ранние упоминания о Калахасти содержатся в Пуранах. В частности, это место упоминается в «Сканда-пуране», «Шива-пуране» и «Линга-пуране». В «Сканда-пуране» описывается, что Калахасти посетил Арджуна. Здесь он поклонялся Шиве и на вершине холма встретился с мудрецом Бхарадваджей. Такие тамильские поэты-святые Наянары, как Аппар, Сундарар и Самбантхар прославили божество Шивы из Калахасти в своих гимнах Теварам. В пуранических текстах также утверждается, что творец Вселенной Брахма поклонялся Шиве в этом месте и принимал омовение в реке Сварнамукхи ради очищения грехов. Это место в ходе своего паломничества по Индии также посетил Шанкара.